# Scotopteryx albarracina
Scotopteryx albarracina là một loài bướm đêm trong họ Geometridae.